# Amata robinsoni
Amata robinsoni är en fjärilsart som beskrevs av Rothschild 1920. Amata robinsoni ingår i släktet Amata och familjen björnspinnare. Inga underarter finns listade i Catalogue of Life.